# Parque Nacional Floresta do Dia
O Parque Nacional Floresta do Dia (em francês: Parc national de la Forêt de Day) é um parque nacional localizado no Djibuti. Protege uma área de floresta importante num mar de semi-desérticas, com pelo menos quatro espécies conhecidas de plantas endêmicas, incluindo espécies tais como juniperus procera, Olea Africana, Buxus hildebrantii e Tarchonanthus camphoratus. A floresta e o meio ambiente como um todo estão sob ameaça, uma vez que 88% da área do parque se perdeu nos últimos dois séculos e mais de 20% da perda ocorreu nos últimos 50 anos.

## Fauna

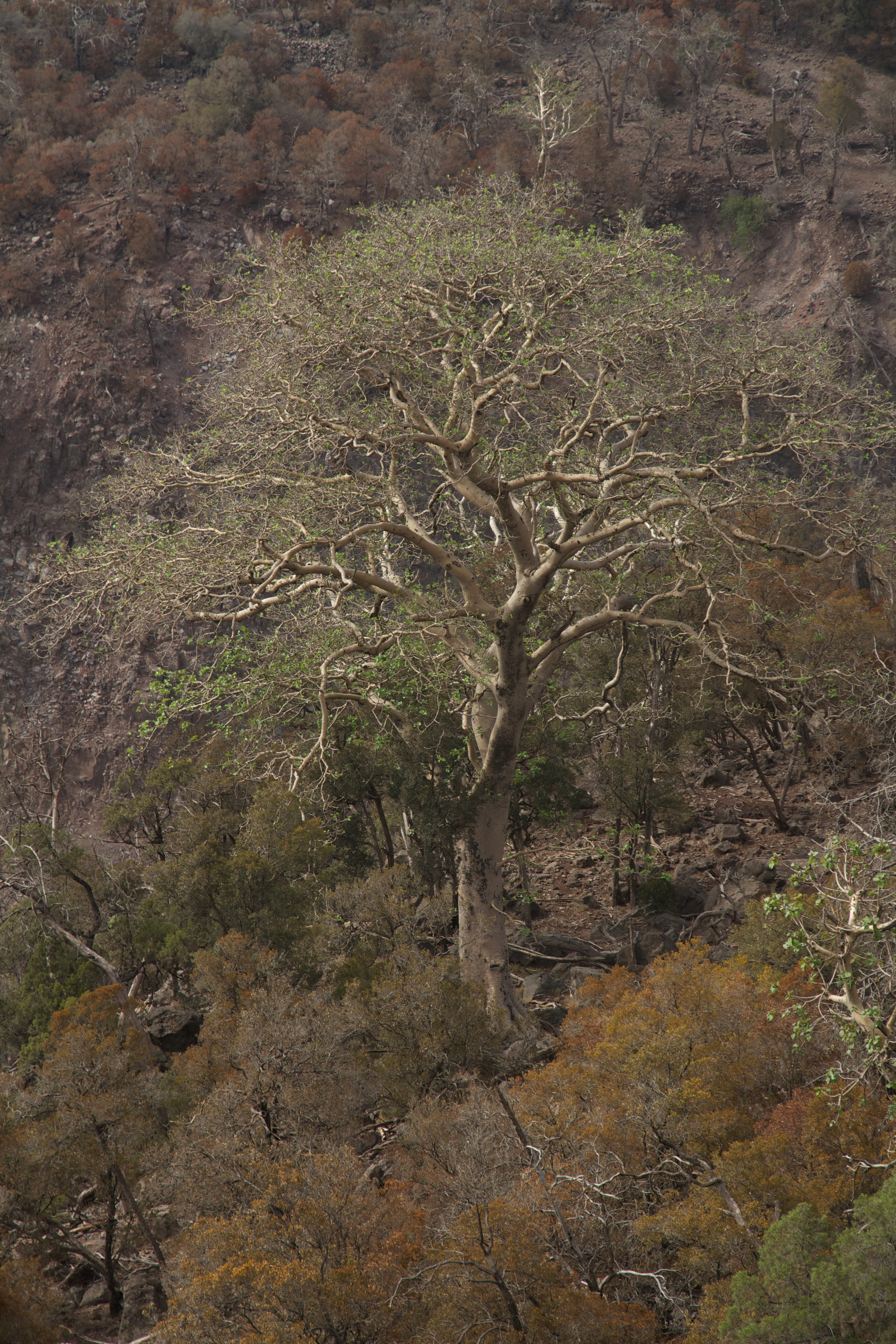
Vegetação da Floresta do Dia

Animais notáveis podem ser encontrados no parque, entre os quais a Francolinus ochropectus, uma ave de pirtilia de asas verdes que pode ser uma espécie ou subespécie distinta (Pytilia (melba) flavicaudata), bem como o misterioso e não descrito Tôha sunbird - Jibuti sunbird (Chalcomitra sp. Todas essas aves não ocorrem fora e são endêmicas do Djibuti e, com exceção do Francolin, só foram encontradas na Floresta Diurna.
Aves mais comuns que habitam a floresta são o papa-moscas Gambaga (Muscicapa gambagae), o bulbul somaliensis (Pycnonotus (barbatus) somaliensis) e o estorninho Somali (Onychognathus blythii).
A cobra Platyceps afarensis também é encontrada aqui.